# Micro-région de Cegléd
La micro-région de Cegléd (en hongrois : ceglédi kistérség) est une micro-région statistique hongroise rassemblant plusieurs localités autour de Cegléd.